# 定風波
『定風波』（ていふうは、原題：定风波、英題：The Wanted Detective）は、現在制作中の中国本土の時代劇ドラマであり、趙錦燾が監督、于飛と聶聞がプロデューサーを担当し、張雲霄がチーフ脚本家を務める。メインキャストは王星越と向涵之、共演に陳宥維と張南、特別出演として何洛洛、ゲスト出演として鄧凱が名を連ねる時代サスペンスドラマである。

## あらすじ
物語は大斉の第一の神探・蕭北冥が婚礼の日に「夜煞」という悪魔に仕立て上げられ、逃亡を余儀なくされるところから始まる。自らの無実を証明するため、蕭北冥は再び都に戻り、仲間たちと共に真相を調査。ついには「夜煞」の正体を暴き、大斉の混乱を収める。

## キャスト

### メインキャスト
| 俳優   | 役     | 紹介 |
| ------ | ------ | ---- |
| 王星越 | 蕭北冥 |      |
| 向涵之 | 鍾雪漫 |      |

### 主演
| 俳優   | 役       | 紹介 | 声優 |
| ------ | -------- | ---- | ---- |
| 陳宥維 | 風清濁   |      |      |
| 張南   | 霍黛蓉   |      |      |
| 何洛洛 | 童雙     |      |      |
| 鄧凱   | 諸葛孔雲 |      |      |
| 許佳琪 | 霍夫人   |      |      |
| 保剣鋒 | 大齊皇帝 |      |      |
| 沈保平 | 海伯     |      |      |
| 林楓松 | 莫冲     |      |      |
| 丁笑瀅 | 莫娘子   |      |      |
| 邵兵   | 鍾雲赤   |      |      |
| 湯鎮業 | 無雙老人 |      |      |
| 盧勇   | 陸文忠   |      |      |
| 任天野 | 武烈     |      |      |
| 車保羅 | 雲機道人 |      |      |
| 林佑威 | 北海     |      |      |

## 制作情報
このドラマは2024年5月9日に横店影視城にてクランクイン、同年の9月11日にクランクアップ。